# Gare de Reims
Gare de Reims vasútállomás Franciaországban, Reims településen.

## Vasútvonalak
Az állomást az alábbi vasútvonalak érintik:
- Soissons-Givet-vasútvonal
- Épernay–Reims-vasútvonal
- Reims-Laon-vasútvonal
- Châlons-en-Champagne-Reims-Cérès-vasútvonal

## Kapcsolódó állomások
A vasútállomáshoz az alábbi állomások vannak a legközelebb:
- Gare de Franchet d'Esperey
- Gare de Muizon
- Gare de Courcy - Brimont
- Gare de Bazancourt
- Gare de Sillery
- Gare de Rethel
- Gare de Prunay